# Wojewódzka Biblioteka Publiczna – Książnica Kopernikańska w Toruniu

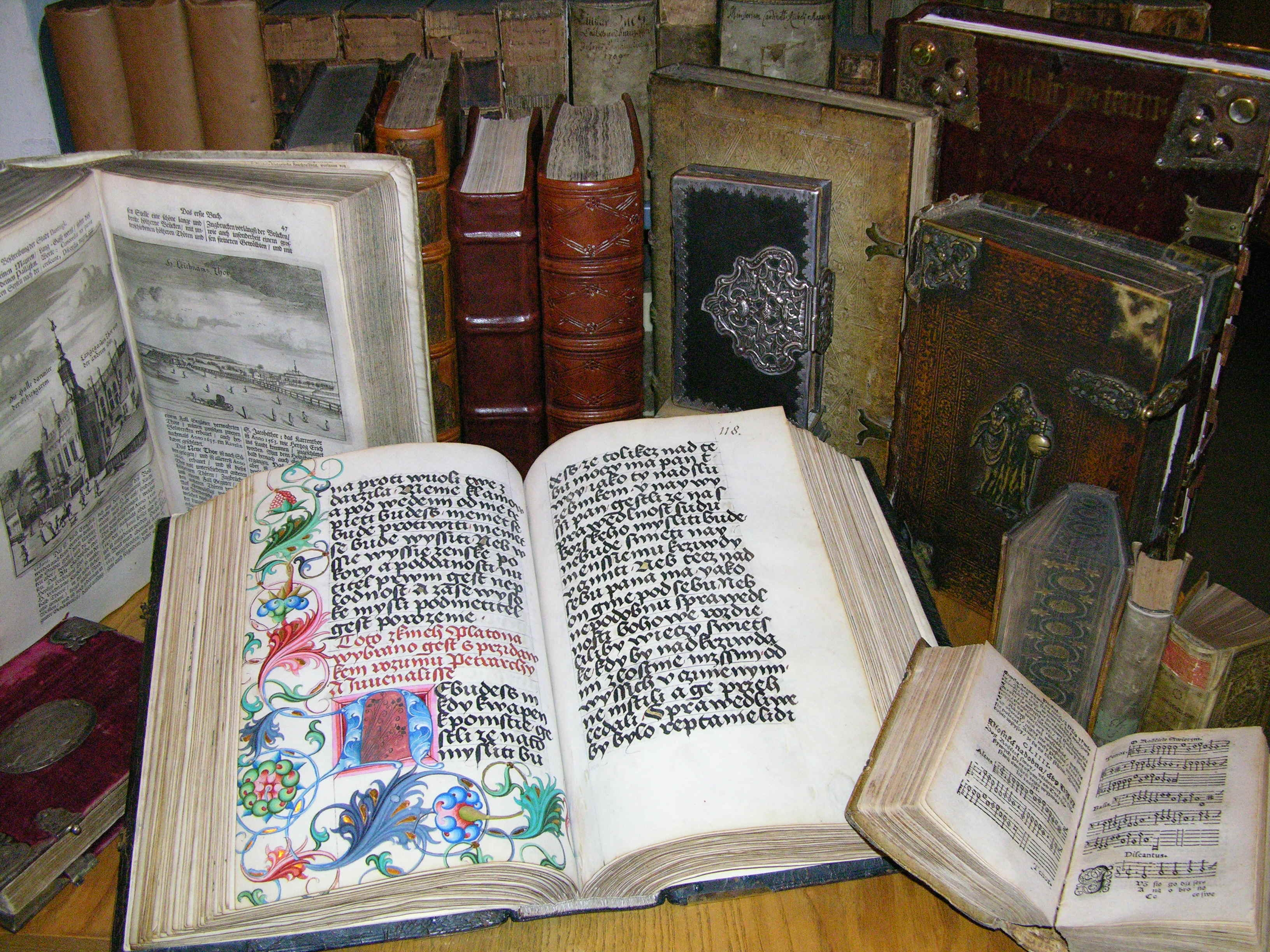
Fragment zabytkowej kolekcji Książnicy Kopernikańskiej, na pierwszym planie pergaminowy kodeks z końca XV wieku

Wojewódzka Biblioteka Publiczna – Książnica Kopernikańska w Toruniu – samorządowa wojewódzka biblioteka publiczna województwa kujawsko-pomorskiego w Toruniu. Główna siedziba mieści się w budynku przy ul. Słowackiego 8.
Dyrektor Wojewódzkiej Biblioteki Publicznej – Książnicy Kopernikańskiej w Toruniu jest Danetta Ryszkowska-Mirowska.

## Historia

### Powstanie i rozwój Książnicy Kopernikańskiej

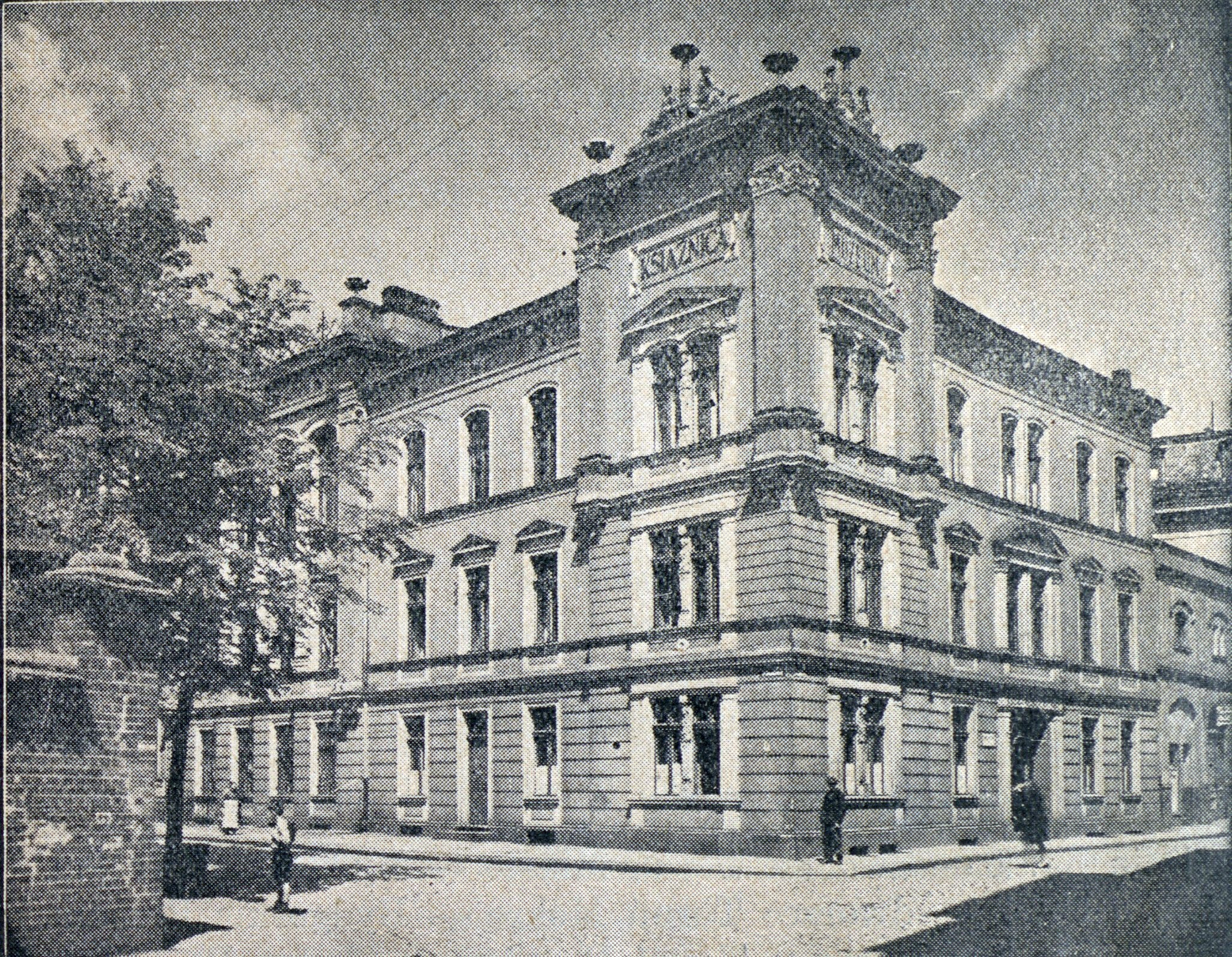
Budynek Towarzystwa Naukowego w Toruniu, siedziba Książnicy Miejskiej im. Kopernika w latach 1923–1973, widok z ok. 1937 roku

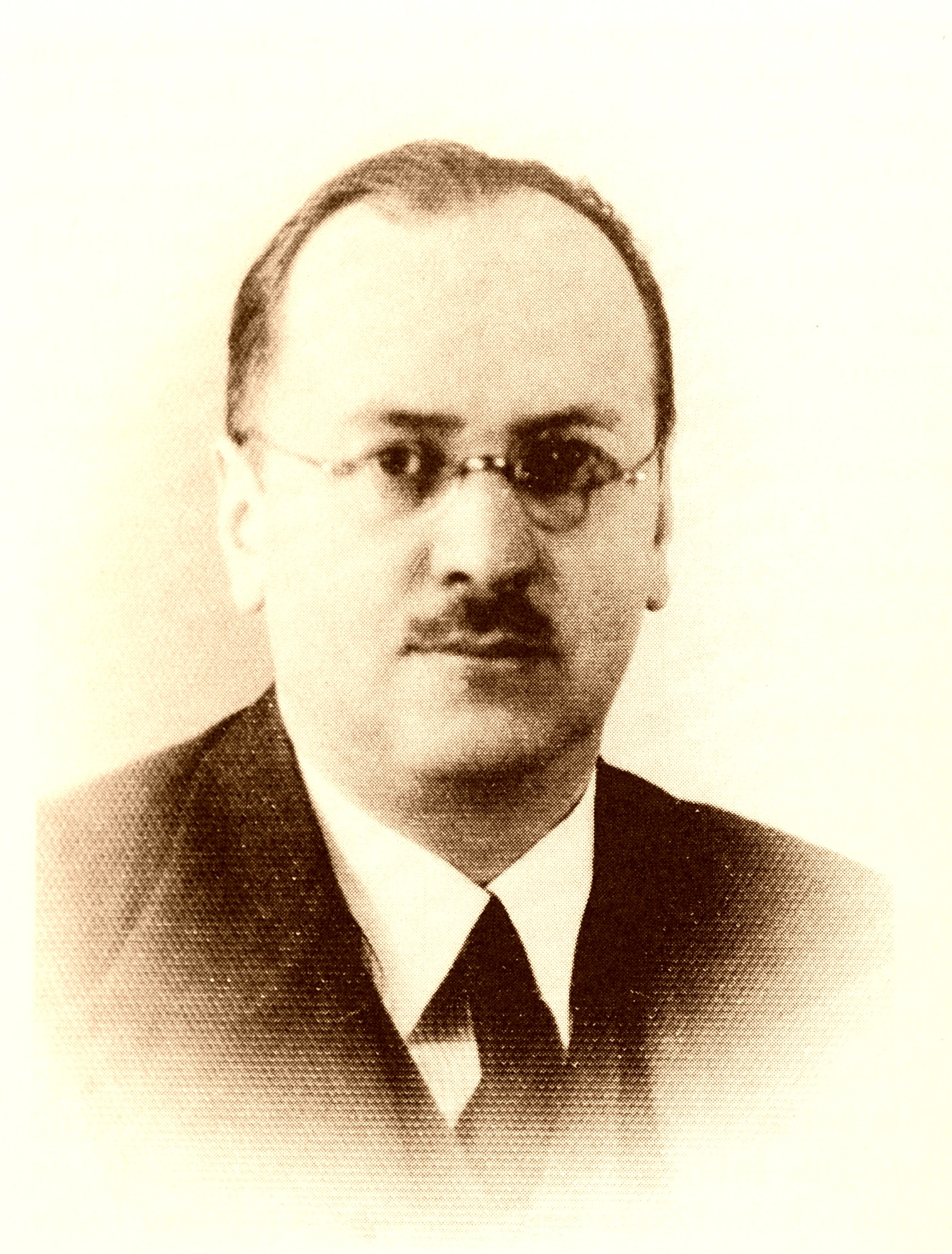
Zygmunt Mocarski

Książnica powstała 19 lutego 1923 roku, w 450. rocznicę urodzin Mikołaja Kopernika, jej zbiory udostępniono 10 grudnia tego samego roku. Była to pierwsza biblioteka publiczna i jednocześnie największa biblioteka naukowa na Pomorzu. Pierwotnie nosiła nazwę Książnicy Miejskiej im. Kopernika, podlegała ona Magistratowi miasta Torunia. Jej pierwsza siedziba mieściła się w budynku Towarzystwa Naukowego w Toruniu przy ul. Wysokiej 16. W skład biblioteki wchodziły zbiory: Gimnazjum Toruńskiego, Rady Miasta Torunia, niemieckiego towarzystwa naukowego Coppernicus-Verein für Wissenschaft und Kunst oraz polskiego Towarzystwa Naukowego. Pierwszym dyrektorem instytucji był bibliotekarz, bibliofil i historyk książki Zygmunt Mocarski. Książnica Miejska była największą publiczną biblioteką naukową w województwie pomorskim. Jej zbiory były systematycznie uzupełniane o egzemplarze obowiązkowe druków wydawanych w województwie (od 1927), dary, depozyty oraz księgozbiory z innych bibliotek (np. Gimnazjum Żeńskiego w Toruniu). Do wybuchu II wojny światowej biblioteka gromadziła wyłącznie publikacje naukowe. Zbiory udostępniano na miejscu, w wyjątkowych okolicznościach zgadzano się na je wypożyczanie na zewnątrz.

### II wojna światowa
W połowie września 1939 roku zarząd nad Książnicą przejęły niemieckie władze okupacyjne. Biblioteka została przekształcona w Stadtbücherei (Bibliotekę Miejską), przez dłuższy okres pełniła funkcję biblioteki naukowej, gromadzącej głównie piśmiennictwo dotyczące obszar dawnej prowincji pruskiej. Tymczasowym zarządcą instytucji został Wilhelm Kerber. Biblioteka ponownie została uruchomiona w lutym 1940 roku. Stanowisko dyrektora objął Otton Freymuth. Książki i czasopisma w języku polskim przeniesiono do piwnicy gmachu przy ul. Wysokiej, ale wbrew zaleceniom niemieckich władz okupacyjnych publikacje te nie zostały zniszczone. W 1944 roku rozpoczęto ewakuacje najcenniejszych zasobów Stadtbücherei. Najbardziej wartościowe obiekty (rękopisy z XV wieku, druki toruńskie, inkunabuły) złożono do 36 skrzyń, które następnie wywieziono do Marburga.
Podczas II wojny światowej polskie zbiory przetrwały bez znaczących strat. W 1947 roku odzyskano 32 skrzynie wywiezione do Marburga.

### Po 1945 roku
Pierwszą powojenną kierowniczką Książnicy została Janina Przybyłowa. Po zakończeniu II wojny światowej głównym zadaniem Książnicy było uporządkowanie zbiorów i ustalenie ewentualnych braków. W marcu 1945 roku uruchomiono czytelnię dla torunian oraz rozpoczęto organizowanie filii bibliotecznych w mieście. 19 listopada 1947 roku na mocy decyzji Miejskiej Rady Narodowej w Toruniu Książnica otrzymała status biblioteki publicznej miasta Torunia. 27 listopada 1947 roku Województwa Rada Narodowa powierzyła jej funkcję biblioteki wojewódzkiej województwa pomorskiego. Książnica utraciła tę funkcję w 1950 roku, po utworzeniu województwa bydgoskiego.
Dzięki staraniom Alojzego Tujakowskiego 4 października 1973 roku biblioteka przeniosła się do nowego budynku przy ul. Słowackiego 8. Budynek został zaprojektowany przez Janusza Jerkę i Adama Falkiewicza . Wybudowano go w ramach obchodów Roku Kopernikańskiego. W ramach Roku Kopernikańskiego w nowo oddanym budynku zaprezentowano wystawę księgozbioru Mikołaja Kopernika.Rok później w nowej siedzibie otworzono Oficynę Drukarską Książnicy Miejskiej im. Mikołaja Kopernika w Toruniu. Jej kierownikiem został grafik Zygfryd Gardzielewski. Oficyna działała do maja 1998 roku.
W wyniku utworzenia województwa toruńskiego na mocy reformy administracyjnej z 1975 roku Książnica ponownie uzyskała status wojewódzkiej biblioteki publicznej. Działała ona pod nazwą Wojewódzka Biblioteka Publiczna i Książnica Miejska im. Mikołaja Kopernika w Toruniu. Od lat 70. XX wieku Książnica rozwinęła sieć filii bibliotecznych w Toruniu, przy ul. Szczytnej 13 utworzyła Ośrodek Czytelnictwa Chorych i Niepełnosprawnych, zwiększyła zakres usług dla użytkowników. Ośrodek Czytelnictwa Chorych i Niepełnosprawnych powołano do życia 1 stycznia 1984 roku, z inicjatywy Franciszka Czajkowskiego, długoletniego pracownika Książnicy Kopernikańskiej. Z ośrodka korzystają z niej głównie osoby niewidome, niedowidzące, dyslektycy oraz osoby w podeszłym wieku. 20 grudnia 1976 roku przed główną siedzibą Książnicy odsłonięto pomnik Samuela Lindego.
Na mocy reformy administracyjnej z 1999 roku Książnica stała się biblioteką wojewódzką województwa kujawsko-pomorskiego. Na mocy uchwały Sejmiku Województwa Kujawsko-Pomorskiego od 26 kwietnia 2002 roku biblioteka nosi nazwę Wojewódzka Biblioteka Publiczna – Książnica Kopernikańska w Toruniu. W latach 2013–2015 przeprowadzono remont gmachu przy ul. Słowackiego. Na czas remontu bibliotekę przeniesiono do Domu Żołnierza. W grudniu 2020 roku Książnica jako pierwsza biblioteka publiczna w Polsce uruchomiła zdalne wypożyczanie książek.
26 marca 2020 roku minister kultury i dziedzictwa narodowego Piotr Gliński wpisał unikalne zasoby Książnicy Kopernikańskiej do narodowego zasobu bibliotecznego.
17 czerwca 1998 Książnica otrzymała Medal „Za zasługi dla Miasta Torunia” na wstędze, w 2008 roku Medalem Honorowym „Thorunium”, w 2013 roku Statuetką Toruńskiego Flisaka, w 2018 roku Statuetką Anioła Toruńskiego (przyznanej z okazji 95-lecia istnienia Książnicy), a w 2023 roku Medalem Pamiątkowym Roku Mikołaja Kopernika. 4 grudnia 2023 roku z okazji 100-lecia istnienia Książnica Kopernikańska otrzymała Statuetkę Herbu Torunia.
W lutym 2022 roku w Sejmie posłowie Prawa i Sprawiedliwości złożyli projekt ustawy zezwalający na wywłaszczenie Książnicy Kopernikańskiej z Kodeksu Korwina, pochodzący z XV wieku katalogu kolekcji manuskryptów iluminowanych Bibliothecae Corvinianae spisanego w formie poematu, który do Torunia trafił w XVI wieku. Kodeks miał zostać przekazany premierowi Węgier Viktorowi Orbánowi. Biblioteka miała otrzymać w ramach rekompensaty 25 mln złotych. Projekt ustawy spotkał się z krytyką m.in. ze strony posłów opozycji i naukowców. Ostatecznie Kodeks Korwina pozostał w Toruniu, a w 2 lutego 2024 roku trafił on do Narodowego Zasobu Bibliotecznego.

## Zbiory
W skład zbiorów (według danych z sierpnia 2020 roku) wchodzi:
- 1622 rękopisów. Są to kodeksy średniowieczne (kalendarze, modlitewniki, żywoty świętych itp.) i renesansowe, materiały z okresu od XVI do XX wieku, rękopisy literackie, korespondencja literatów, działaczy emigracyjnych i społecznych z Torunia i okolic, kilkanaście sztambuchów. W skład rękopisów wchodzą m.in. pochodzące z Włoch Satyry Juwenalisa, Memorabilia Ksenofonta w przekładzie na łacinę, Kodeks Korwina (wierszowany inwentarz kolekcji książek króla Węgier Macieja Korwina), tekst obejmujący kazania o niepokalanym poczęciu i narodzeniu Marii Matki Bożej, napisany w pierwszej ćwierci XVI wieku przez profesora Akademii Krakowskiej Jana z Szamotuł, odpisy kronik Torunia i Prus z XV i XVI wieku, materiały z działalności Rady Miejskiej. Dużą cześć rękopisów stanowią materiały z Gimnazjum Akademickiego[26].
- 5443 jednostek w zbiorach kartograficznych. Kolekcja ta obejmuje atlasy i globusy z XVI i XVII wieku, luźne mapy Polski, Pomorza, Prus, Europy oraz świata od XVI wieku po najnowsze wydawnictwa. W skład zbiorów wchodzą m.in. najstarsze mapy całościowe Polski, opublikowane w atlasach Abrahama Orteliusa z roku 1573 i 1598, szczegółowa mapa Prus Caspra Hennebergera z 1576 roku, komplety XVIII-wiecznych map wieloarkuszowych Polski autorstwa Jana Jakuba Kantera, plany Torunia od XVII wieku, Mapa archeologiczna Prus Zachodnich z przyległymi częściami W. Ks. Poznańskiego z 1880 roku, będąca jedną z pierwszych map archeologicznych w Polsce[27].
- 26 306 tytułów wchodzących w skład starych druków z inkunabułami. Najstarsze z nich pochodzą z XV wieku. Kolekcja inkunabułów składa się z 73 pozycji bibliograficznych w 62 woluminach. Większość inkunabułów wytłoczono w niemieckich i włoskich oficynach drukarskich. Książnica nie posiada inkunabułów wydanych na terenie Polski. Najstarsze książki drukowane wchodzące w skład zbiorów wydano w 1472 roku. Są to ilustrowane kosmografie o powstaniu i budowie świata autorstwa Honoriusza z Autun i Izydora z Sewillii. Z XV wieku pochodzą również drukowane podręczniki do geometrii i astronomii. Druki wydawane w wiekach XVI-XVIII są poświęcone: filologii klasycznej, historii, geografii, medycynie, naukom ścisłym (wśród nich pierwsze wydanie De revolutionibus orbium coelestium Mikołaja Kopernika z 1543 roku, dzieła Galileusza, Keplera, Newtona, Heweliusza) i przyrodniczym, prawu, teologii, filozofii i pedagogii. W zbiorach znajduje się również Assertiones aliquot breves pro baptismo infantium Erazma Glicznera z 1569 roku, będący pierwszą książką wydrukowaną w Toruniu[28].
- 18 969 roku jednostek dokumentów życia społecznego, będącymi materiałami o charakterze informacyjnym, reklamowym bądź propagandowym, związanymi z wydarzeniami kulturalnymi, naukowymi, społeczno-politycznymi, sportowymi, gospodarczymi Torunia. W skład tej kolekcji wchodzą m.in. plakaty Juliana Fałata i Artura Górskiego propagujące działalność Konfraterni Artystów, teatralia dokumentujące premiery teatru toruńskiego, świadectwa działalności artystycznej prowadzonej przez jeńców angielskich i amerykańskich podczas II wojny światowej w Stalagu XX A. Fotografie stanowią wyodrębnioną kolekcję[29].
- uniwersalny księgozbiór naukowy liczący ok. 778 tys. woluminów, w tym 101 tys. wydawnictw ciągłych i czasopism. W składzie tzw. zbiorów nowych dominują wydawnictwa regionalne o charakterze humanistyczno-społecznym. W skład zbiorów wchodzą m.in. niemal kompletny zbiór numerów „Gazety Toruńskiej”, kolekcje druków z oficyny Józefa i Sylwestra Buszczyńskich, pierwodruki dzieł Adama Mickiewicza, księgozbiór prezesa Towarzystwa Naukowego w Toruniu ks. Stanisława Kujota, kopernikana, druki emigracyjne ofiarowane Towarzystwu Naukowego przez uczestnika powstania listopadowego Józefa Feliksa Zielińskiego[30].

## Wydawnictwa
Wojewódzka Biblioteka Publiczna – Książnica Kopernikańska w Toruniu od 2000 roku wydaje czasopismo naukowe „Folia Toruniensia”. Jest to rocznik, od 2016 roku wydawany w formule Open Access na zasadach niewyłącznej licencji Creative Commons Uznanie autorstwa-Bez utworów zależnych 4.0 Międzynarodowe (CC BY-ND 4.0). W czasopiśmie są publikowane artykuły z zakresu nauk o komunikacji społecznej i mediach. Od 1 stycznia 2022 roku Książnica wydaje również ogólnopolski „Kwartalnik Artystyczny. Kujawy i Pomorze”, założony w 1993 roku i początkowo wydawany przez Teatr Polski w Bydgoszczy, a następnie Wojewódzki Ośrodek Kultury w Bydgoszczy. W „Kwartalniku” publikowane są wiersze, proza, eseje, szkice, recenzje, ankiety, głosy, rozmowy, noty o książkach oraz wkładki z fotografiami i reprodukcjami dzieł sztuki.

## Filie
- Biblioteka Stare Miasto (Filia nr 1) – położona przy ul. Jęczmiennej 23, do 2012 roku mieściła się w budynku przy ul. Franciszkańskiej 12[33][34].
- Mediateka w Młynach (Filia nr 2)[35]
- Biblioteka Bydgoskie Przedmieście (Filia nr 3)[35]
- Biblioteka na Podgórzu (Filia nr 4) – założona 15 grudnia 1957 roku, mieści się w budynku przy ul. Poznańskiej 52[35][36][37]
- Biblioteka Lelewela (Filia nr 6)[35]
- Biblioteka Rudak (Filia nr 7) – mieści się przy ul. Okólnej 169[35][36]
- Biblioteka Bajka w szpitalu (Filia nr 10 Wojewódzki Szpital Dziecięcy)[35]
- Biblioteka Chełmionka (Filia nr 11) – mieszcząca się na Chełmińskim Przedmieściu, otwarta w maju 1967 roku[35][38]
- Biblioteka Multimedialna Pod Bażantem (Filia nr 12) – mieszcząca się na Bydgoskim Przedmieściu przy ulicy Żwirki i Wigury, otwarta 17 lutego 1968 roku[35][38]
- Biblioteka Rubinkowo (Filia nr 14)[35]
- Mediateka Raszei (Filia nr 16)[35]

W 2024 roku rozpoczęto pracę nad założeniem Mediateki Strzałowej w budynku Szkoły Podstawowej nr 12 przy ulicy Strzałowej 15. Filia ta ma zastąpić biblioteki na Podgórzu i Rudaku.